# Монерагала (округ)
Монерагала (синг. මොනරාගල දිස්ත්‍රික්කය, там. மொணராகலை மாவட்டம்) — один из 25 округов Шри-Ланки. Входит в состав провинции Ува. Административный центр — город Монерагала.
Площадь Монерагалы составляет 5636 км², что делает её вторым крупнейшим округом Шри-Ланки. В административном отношении подразделяется на 11 подразделений.
Население округа по данным переписи 2012 года составляет 448 194 человека; по данным на 2001 год оно насчитывало 397 375 человек. На 2001 год 94,54 % населения составляли сингальцы; 1,96 % — ларакалла; 1,89 % — индийские тамилы; 1,45 % — ланкийские тамилы и 0,16 % — другие этнические группы. 94,43 % населения исповедовали буддизм; 2,92 % — индуизм; 2,06 % — ислам и 0,57 % — христианство.
На территории округа частично расположены национальные парки Гал-Оя и Яла.